# Aelurillus simplex
Aelurillus simplex là một loài nhện trong họ Salticidae.
Loài này thuộc chi Aelurillus. Aelurillus simplex được Ottó Herman miêu tả năm 1879.